# Гарда (провінція Верона)
Гарда, Ґарда (італ. Garda, вен. Garda) — муніципалітет в Італії, у регіоні Венето, провінція Верона.
Гарда розташована на відстані близько 440 км на північ від Рима, 130 км на захід від Венеції, 26 км на північний захід від Верони.
Населення — 4062 особи (2014).
Щорічний фестиваль відбувається 15 серпня. Покровитель — Assunzione di Maria.

## Галерея зображень

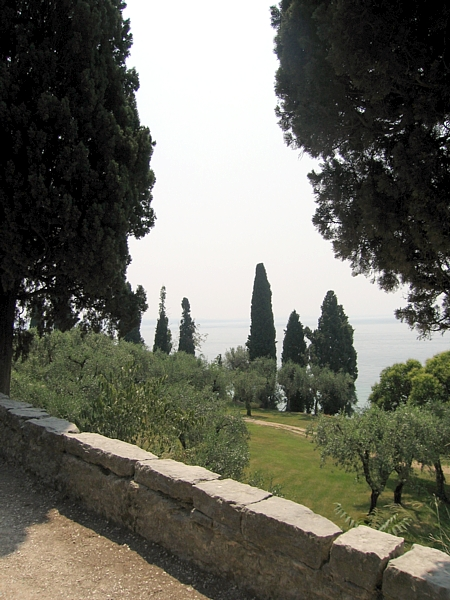
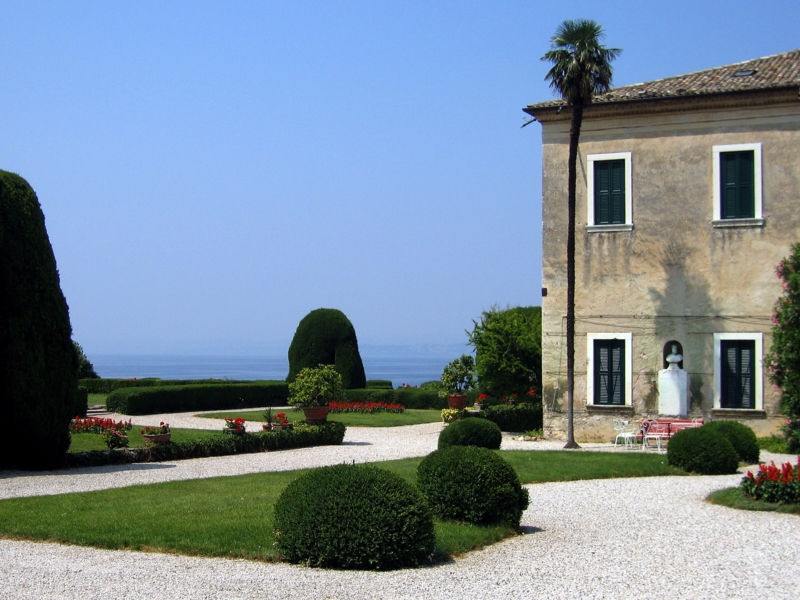
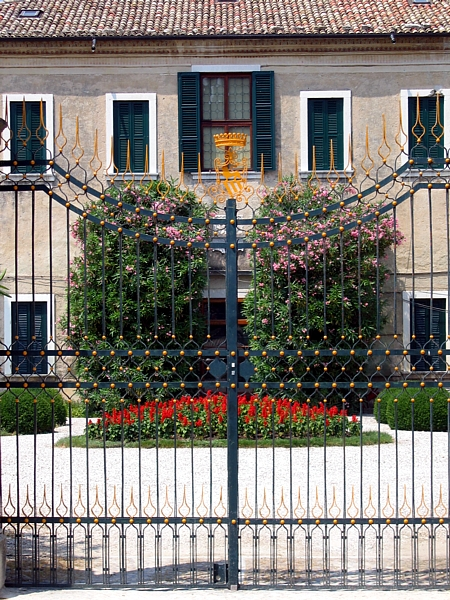

## Демографія
Населення за роками:

Станом на 1 січня 2023 року в муніципалітеті офіційно проживало 714 іноземців з 46 країн, серед них 199 громадян країн Євросоюзу та 8 громадян України.

## Сусідні муніципалітети
- Бардоліно
- Костермано
- Манерба-дель-Гарда
- Сан-Феліче-дель-Бенако
- Торрі-дель-Бенако